# Cherin
Cherin est un roi légendaire de l'île de Bretagne (actuelle Grande-Bretagne), dont l’« histoire » est rapportée par Geoffroy de Monmouth dans son Historia regum Britanniae (vers 1135).

## Contexte
Cherin est mentionné par Geoffrey de Monmouth comme le successeur de Porrex II. Il lui attribue trois fils : Fulgenius, Edadus et Andragius, qui règnent tour de tour après lui. Andragius a comme successeur son fils Urianus [Urien ab Andryw].
Ils font partie des 25 souverains supposés qui règnent entre  la mort de Katellus [Cadell ap Geraint] et l'accession au trône de Heli (Beli Mawr). Dans le Brut Dingestow le nom de Cherin a été omis par mégarde et Fulgen, Eidal et Andryw deviennent les fils de Porrex. D'autres versions le nomment  Cherin ou Cheryn.

## Sources
- Geoffroy de Monmouth Histoire des rois de Bretagne, traduit et commenté par Laurence Mathey-Maille, Édition Les belles lettres, coll. « La roue à livres », Paris, 2004,  (ISBN 2-251-33917-5)
- (en) Peter Bartrum, A Welsh Classical Dictionary : People in History and Legend Up to about A.D. 1000, Aberystwyth, National Library of Wales, 1993, 649 p. (ISBN 978-0-907158-73-8), p. 144 CHERIN, fictitious king of Britain. (Second century B.C.)